# André Cœdès-Mongin
André Cœdès-Mongin est un organiste et compositeur français né le 6 mars 1871 dans le 9e arrondissement de Paris et mort le 22 octobre 1954 dans le 8e arrondissement de Paris.

## Biographie
André Hippolyte Cœdès-Mongin naît le 6 mars 1871 à Paris (9e arrondissement),. Il est le fils de Louis-Albert Cœdès et de la pianiste et pédagogue Marie-Louise Mongin.
Il étudie notamment l'orgue avec Charles-Marie Widor au Conservatoire de Paris (1896).
Comme organiste, André Cœdès-Mongin est titulaire à l'Église Saint-Leu-Saint-Gilles de Paris entre 1897 et 1901 puis maître de chapelle à la Sainte-Trinité,.
Comme compositeur, il est l'auteur de plusieurs pièces pour piano, de mélodies et de musique orchestrale. Il a notamment écrit Caprice-valse (1897), Deux préludes improvisations (1898), Impromptu, Quatrième Mazurka, Danse à cinq temps, Petite rapsodie (1911), trois Mazurkas (1893), Barcarolle et Scherzo, Nocturne, Gigue pour le piano (1896), Salut du très saint sacrement (motet), Suite op. 5 (Conte gris et Tarentelle) pour flûte et piano. Dans le domaine pédagogique, il a également publié chez Henry Lemoine Vingt-cinq leçons de solfège à changements de clefs. Avec accompagnement de piano (1935).
En 1933, André Cœdès-Mongin est nommé chevalier de la Légion d'honneur.
Il meurt le 22 octobre 1954 à Paris (8e arrondissement),.